# 沃尔特·司各特
沃爾特·司各特爵士，第一代準男爵 FRSE（1771年8月15日—1832年9月21日），18世紀末苏格兰小说家、诗人、剧作家和历史学家，著有《艾凡赫》《威弗莱》《肯纳尔沃思堡》等小说。他是浪漫主义的代表人物之一，对欧美文学的发展产生了一定影响。司各特也是历史小说体裁的创始人。在他死后，浪漫主义在英国画上了句号。

## 早年

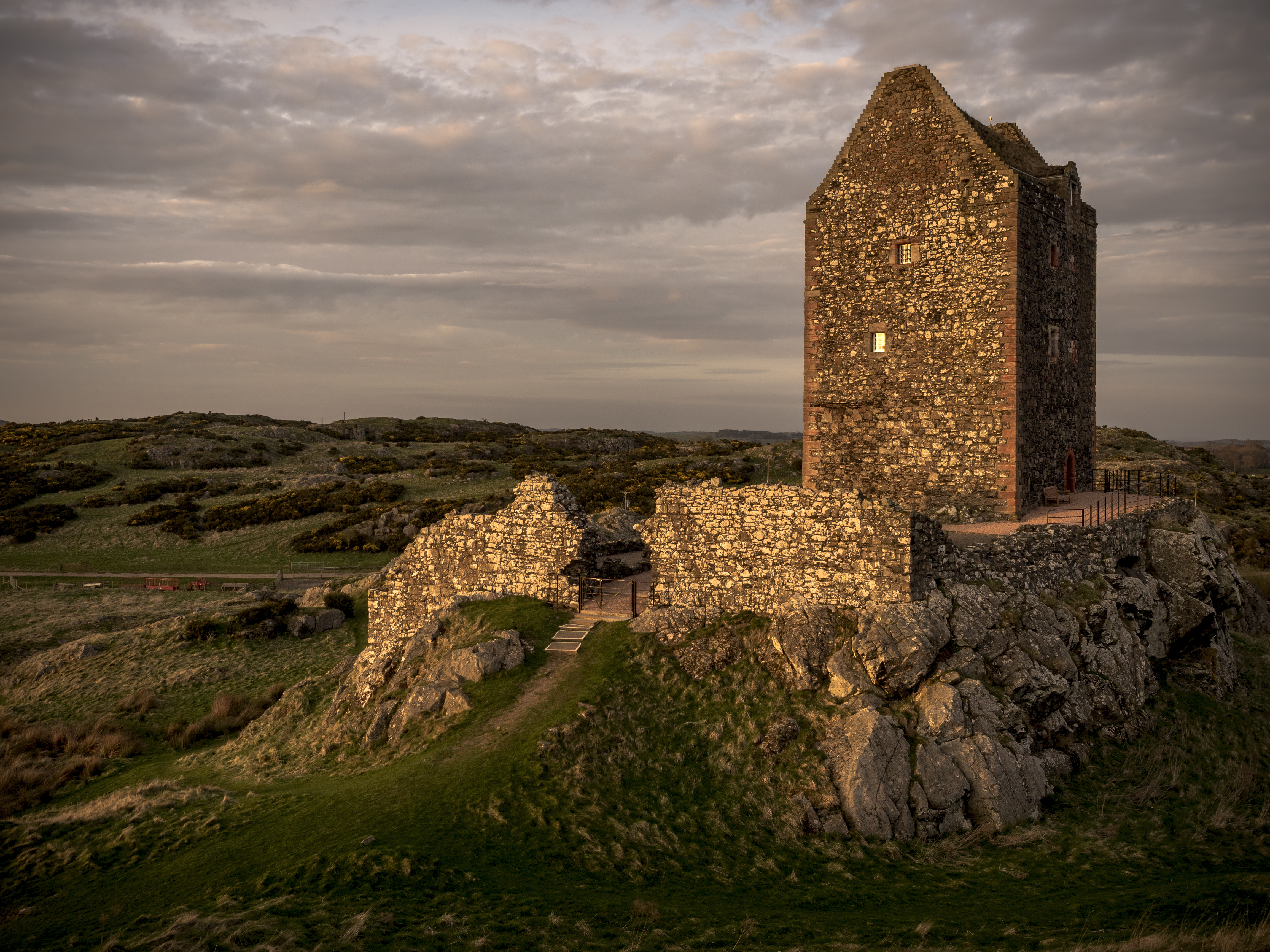
司各特度过童年的斯梅洛姆塔及其他附近地区

司各特出生在爱丁堡牛门附近一个小巷里，是家中老九，但他的兄弟中有六人沒有活到成年。父親沃爾特·司各特是一名律師，母親是哈里伯頓（Haliburton）家族成員。和哈里伯頓家族的詹姆斯·伯頓（James Burton，地產商）及其子德西默斯·伯頓一樣，司各特後來也加入了克拉倫斯俱樂部（Clarence Club，1826年創建的一個紳士俱樂部）。
18个月时患小儿麻痹症而有腿萎缩。为了养病他在1773年被父母送到苏格兰边境靠近斯梅洛姆塔的祖父的农场生活。在這裡，他的姑姑詹妮教會了他讀寫，給他講了許多童話故事，這些故事在他後來的文學創中常有出現。1775年1月，司各特回到愛丁堡，同年夏和詹妮一起前往巴斯泡溫泉。1776年冬回到斯梅洛姆塔，同年夏又前往普雷斯頓潘斯療養。
1778年司各特返回爱丁堡，住在喬治廣場的新家里。次年10月，他进入爱丁堡皇家高中读书，这时他的身体已经有了显著的好转，可以自己走路了。畢業之後，前往姑姑定居的凱爾索，在凱爾索高中讀書，結識了詹姆斯·巴蘭坦和約翰·巴蘭坦，後者在未來將成為他重要的商業夥伴，負責出版司各特的作品。

## 求学
1783年11月，他以12岁的年纪进入爱丁堡大学，即使在那个年代也比他的大多数同学年纪都要小。1786年3月，他开始在父亲那里当学徒，希望进入律师协会。他在大学和亚当·福格森的儿子亚当成为好友。盲诗人托马斯·布莱克洛克（Thomas Blacklock）向他推荐了詹姆斯·麦克弗森的作品。1786年至1787年的冬天，他结识罗伯特·伯恩斯，
1789年至1790年间，他再次进入大学学习法律，曾师从杜格尔德·斯图尔特学习伦理学，师从亚历山大·弗雷泽·泰特勒学习世界史，此间也积极参加学校活动，曾在1789年创办文学社（Literary Society）。
毕业后，他在爱丁堡从事律师工作，1792年加入苏格兰诉讼律师协会。1797年2月，他和他的很多朋友加入皇家爱丁堡志愿轻龙骑兵团（Royal Edinburgh Volunteer Light Dragoons）以对抗法国，他在军队服役至1800年代早期。

## 创作
他早年痴迷于德国文学。1796年，他将戈特弗里德·奥古斯特·比尔格的两首诗《Der wilde Jäger》和《Lenore》从德语翻译成英语。同时，他对民谣也很感兴趣，1790年代他搜集了不少苏格兰民谣，并在约翰·莱顿的帮助下在1802年出版为《苏格兰边境歌谣集》（Minstrelsy of the Scottish Border）。
在前往湖区的路上，他结识法国女孩夏洛特·卡彭特（Charlotte Charpentier），在司各特追求了三周后，两人于1797年圣诞夜在卡莱尔的圣玛丽教堂（现属卡莱尔大教堂）结婚。他们住在爱丁堡，长女索菲亚在1799年出生，长子沃尔特则在1801年出生。

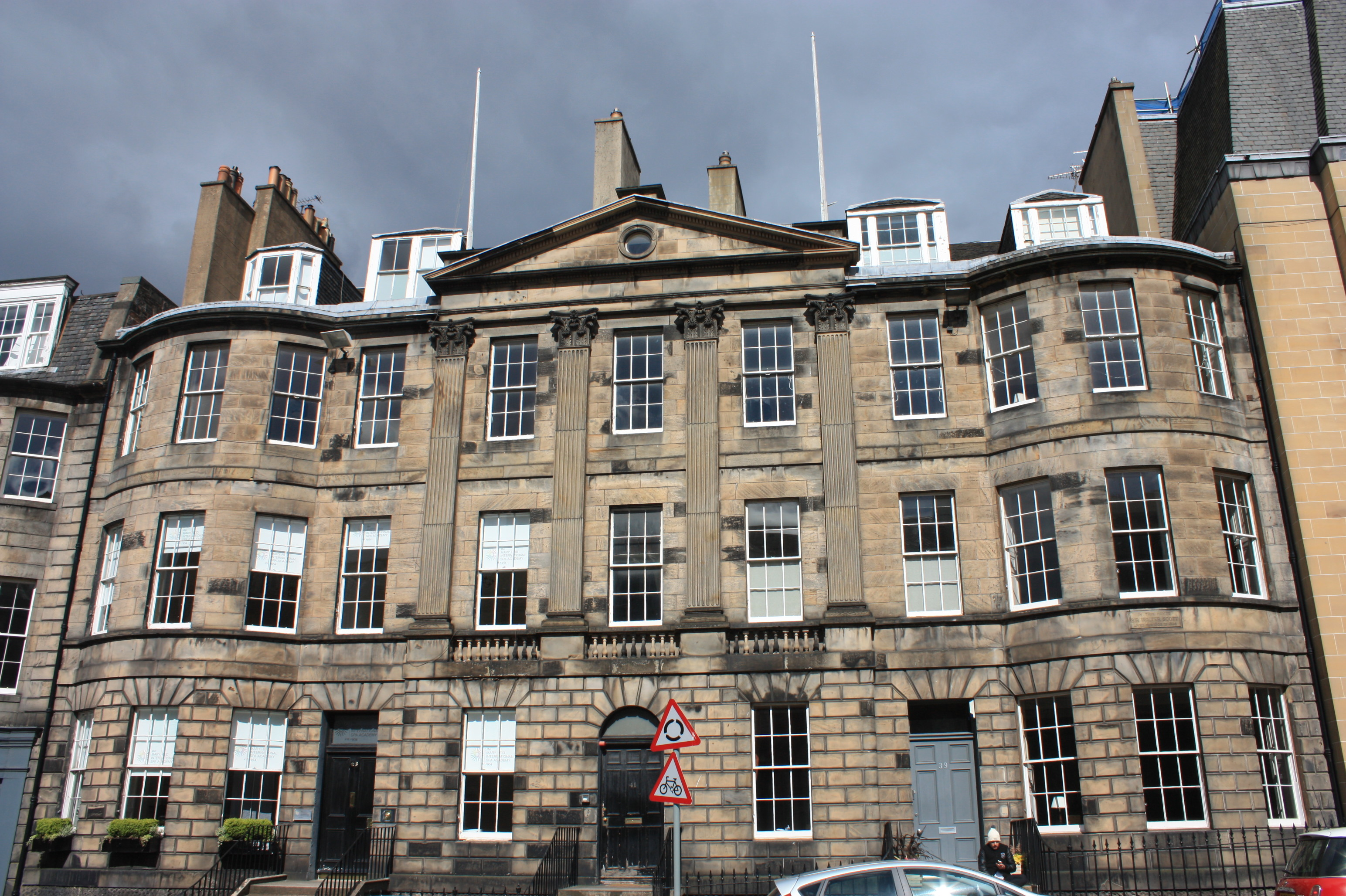
北城堡街39号位于左侧

长子出生后，他们一家搬到了宽敞的北城堡街（North Castle Street）39号，一直在这里住到1826年，直至因经济问题被卖掉。自1798年开始，他会在苏格兰小村拉斯韦德（Lasswade）避暑，并在这里开始文学创作。
1798年，詹姆斯·巴兰坦为司各特在《凯尔索邮报》（The Kelso Mail）上出版了他翻译的歌德《魔王》。1800年，司各特建议巴兰坦搬到爱丁堡来，并为其业务转移提供了贷款。1805年，他们开始一起合伙在爱丁堡经营印刷生意。到1826年为止，司各特的作品一直由他们的公司出版。
1805年他第一部有分量的作品、诗歌《最后一个吟游诗人之歌》（The Lay of the Last Minstrel）问世。此后他投资印刷行业。1808年出版诗歌《玛米恩》，以后他创作了《湖边夫人》、《特里亚明的婚礼》、《岛屿的领主》等一系列诗歌。他最后一部长诗是《无畏的哈罗尔德》。
司各特的诗充满浪漫的冒险故事，深受读者欢迎。但当时拜伦的诗才遮蔽了司各特的才华，司各特转向小说创作，从而首创英国历史小说，为英国文学提供了30多部历史小说巨著。最早的一部历史小说《威佛利》1813年出版，其取材于苏格兰。司各特关于英格兰历史小说有脍炙人口的《撒克遜英雄傳》（或譯為「艾凡赫」、「劫后英雄传」）等，关于欧洲史的小说有《昆丁·达威尔特》及《十字军英雄记》等。司各特的小说情节浪漫复杂，语言流畅生动。后世许多优秀作家都曾深受他的影响。

## 经济危机
1825年，席卷全英的一场经济危机导致巴兰坦的印刷生意倒闭，作为唯一的合伙人，司各特因此背上了13万英镑（相当于2021年的£11,400,000）的债务。

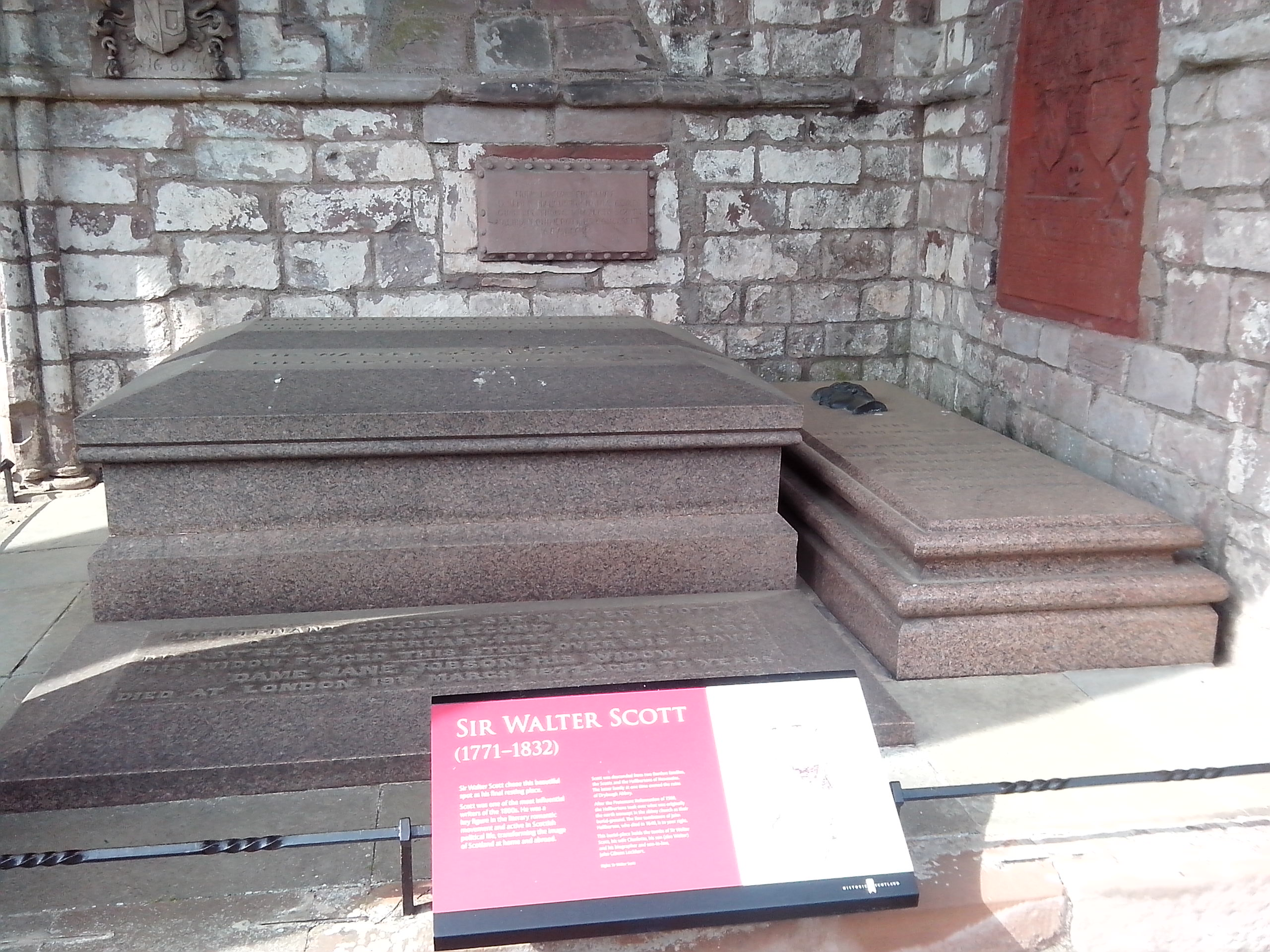
德赖堡修道院的司各特墓

巨大的经济压力下，司各特的健康也每况愈下。1831年10月29日，他登上巴勒姆号（HMS Barham）前往马耳他和那不勒斯散心，所到之处受到民众的欢迎。回程中，他在弗雷德里克号（Prins Frederik）上行驶到莱茵河畔埃默里希附近时中风，在当地接受了治疗后，他转乘巴达维尔（Batavier）号在6月12日返回英格兰。玛丽·玛莎·舍伍德碰巧和他同船，后来写下了两人相遇的故事。1832年9月21日，他在阿伯茨福德庄园去世。他安葬于德赖堡修道院，其妻早些年也在此下葬。

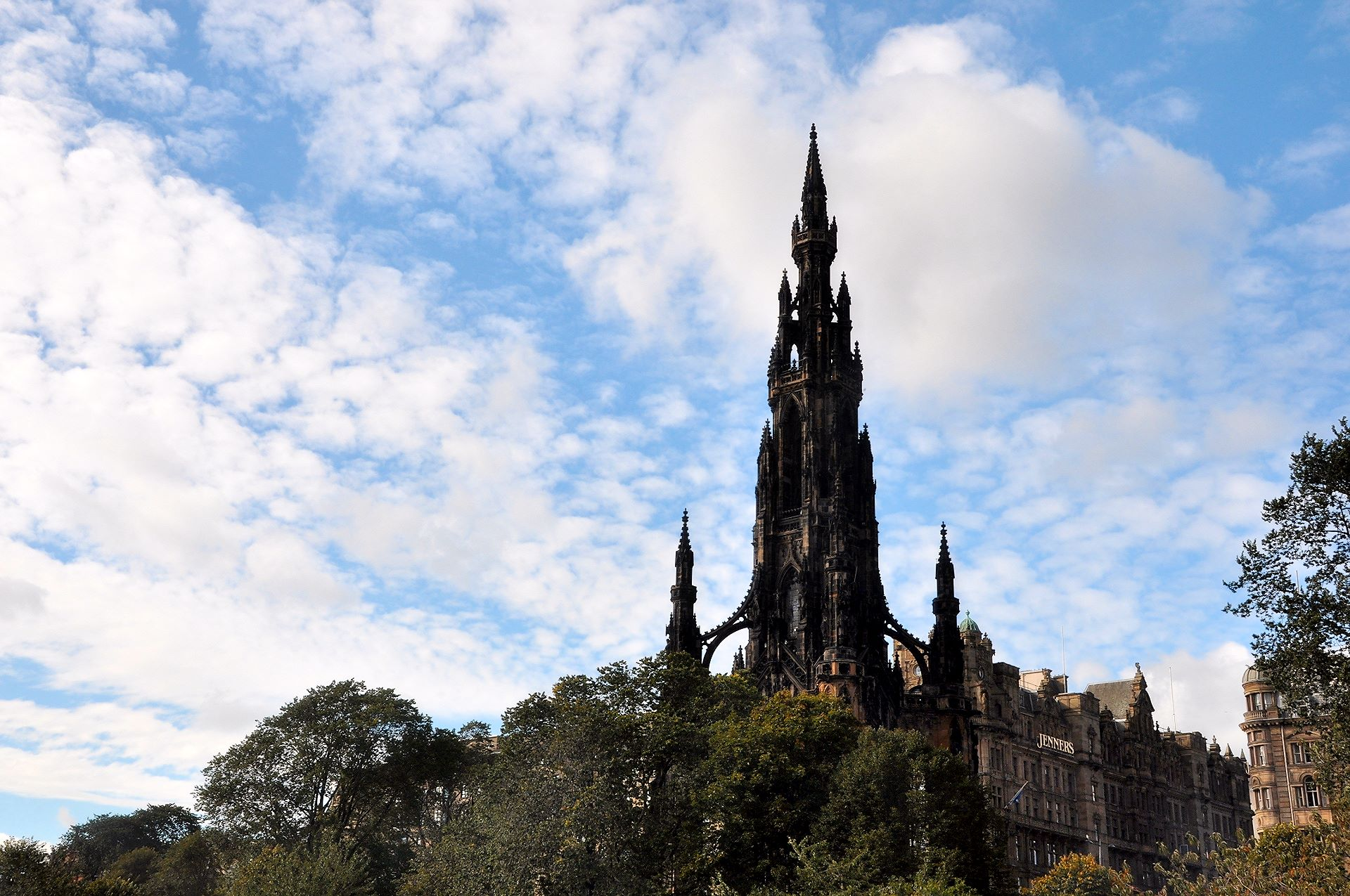
司各特纪念塔，位于爱丁堡

## 逸事
在司各特的努力下，1817年10月28日摄政王（后来的乔治四世）给予了他和其他一些人许可寻找华皇家珍宝“苏格兰的荣耀”（Honours of Scotland）。这些珠宝其实没有失踪，只是由于常年未曾使用而被遗忘在了爱丁堡城堡。1818年2月4日，司各特找到了这些珠宝，8月19日，他的朋友亚当·弗格森受命为其代理看管人（Deputy Keeper）。次年4月，司各特在伦敦被授予准男爵。
乔治登基后，爱丁堡市议会邀请司各特统筹乔治四世访苏事务。虽然只有三个礼拜时间，司各特还是设法筹办了一个盛大的欢迎活动。
司各特以爱狗出名，一生中养过多条狗。他去世时，曾有报纸说“在所有爱狗的伟人中没人比他更爱、更懂狗”。他的狗中最有名的是一只叫梅达（Maida）的大猎鹿犬。它患有哮喘，司各特因此特别关心它。在他经济危机时，他不得不卖掉这些狗，并因此极度伤心。

## 作品

### 小说
- 1814：《威弗利》（Waverley）
- 1815：《盖伊·曼纳林》（Guy Mannering）
- 1816：《古董家》（The Antiquary）
- 1816：《黑侏儒》（The Black Dwarf） 和《清教徒》（Old Mortality）
- 1817：《罗伯·罗伊》（Rob Roy）
- 1818：《中洛锡安之心》（The Heart of Mid-Lothian）
- 1819：《拉美莫尔的新娘》（The Bride of Lammermoor）和《蒙特罗斯传奇》（A Legend of Montrose）
- 1819：《艾凡赫》（Ivanhoe）
- 1820：《修道院》（The Monastery）
- 1820：《The Abbot》
- 1821：《肯纳尔沃思堡》（Kenilworth）
- 1822：《海盗》（The Pirate）
- 1822：《奈杰尔的命运》（The Fortunes of Nigel）
- 1822：《Peveril of the Peak》
- 1823：《昆廷·达沃德》（Quentin Durward）
- 1824：《圣罗南井》（St. Ronan's Well）
- 1824：《Redgauntlet》
- 1825：《剑底鸳鸯》（The Betrothed） 和《护身符》（The Talisman）
- 1826：《Woodstock》
- 1827：《Chronicles of the Canongate》包含：The Highland Widow、The Two Drovers、The Surgeon's Daughter
- 1828：《珀斯丽人》（The Fair Maid of Perth）
- 1829：《Anne of Geierstein》
- 1832：《Count Robert of Paris》和《Castle Dangerous》

其他：
- 1831–1832《The Siege of Malta》：生前完成，2008年出版
- 1832《Bizarro》：生前未完成，2008年出版